# John Allan Cameron
Pour les articles homonymes, voir John Allan Cameron (homonymie).
Cet article possède un paronyme, voir John Cameron.
John Allan Cameron (né le 16 décembre 1938, décédé le 22 novembre 2006) est un chanteur folk canadien, surnommé le « parrain de la musique celtique au Canada ». Il était connu pour ses interprétations de musiques traditionnelles sur la guitare à douze cordes.

## Biographie
Ordonné prêtre catholique romain en 1964, il entreprend plutôt une carrière musicale. Il sort son premier album en 1968 ; en tout, il lance 10 albums et apparaît régulièrement à la télévision nationale. Il reçoit l'Ordre du Canada en 2003.

## Discographie
- Here Comes John Allan Cameron (1968)
- The Minstrel of Cranberry Lane (1969)
- Get There by Dawn (1972)
- Lord of the Dance (1973)
- Weddings, Wakes & Other Things (1976)
- Fiddle (1978)
- Freeborn Man (1979)
- Good Times (1987)
- Wind Willow (1991)
- Classic John Allan (1992, CD double)
- Glencoe Station (1996)
- Getting Dark Again (1996, video)